# FK Dinamo Minsk
FK Dinamo Minsk (bělorusky ФК Дынама Мінск / FK Dynama Minsk, Taraškievičovou běloruštinou ФК Дынама Менск / FK Dynama Mensk, rusky ФК Динамо Минск / FK Dinamo Minsk) je klub běloruské první ligy, sídlící ve městě Minsk. FK Dinamo Minsk patří k předním klubům Běloruska. Klub byl založen roku 1927.

## Úspěchy
- Fotbalová liga Sovětského svazu ( 1x )

       ( 1982 )
- Mistr Běloruské ligy - 7x (1992, 1992–93, 1993–94, 1994–95, 1995, 1997, 2004)